# Наталі (фільм, 1988)
«Наталі» — радянський фільм-спектакль 1988 року, режисера Володимира Латишева за однойменною повістю Івана Буніна.

## Сюжет
Молода людина Віталій Мещерський, який недавно поступив до університету, приїжджає на канікули додому. Роблячи візити сусідам, якось одного разу він потрапляє в будинок свого дядька, де зустрічає кузину Соню, яка йому подобалася в дитинстві. Віталій починає роман з Сонею, яка теж не проти завести інтрижку зі своїм красивим кузеном. Соня напівжартома попереджає Віталія, що завтра він побачить гостюючу подругу по гімназії Наталі Станкевич і закохається в неї без пам'яті: «любити будеш її, а бігати до мене». На другий день вранці Віталій бачить Наталі і, дійсно, дивується її красі. Йдуть дні, і у Віталія розвиваються чуттєві відносини з Сонею, поряд з триваючим безневинним захопленням Наталі. Наталі також відноситься до Віталія небайдуже. Нарешті, в один із днів Віталій повертається додому і застає у себе в кімнаті Соню в нічній сорочці, яка вирішила зробити останній крок в їх чуттєвих стосунках, і віддатися Віталію. За вікном лютує сильна гроза з гуркотом грому, і на порозі з'являється перелякана Наталі зі свічкою в руці. Побачивши їх, розуміє все і тікає. Через рік Наталі виходить заміж за Олексія Мещерського, кузена Віталія. Ще через рік Віталій випадково зустрічає її на балу. Кілька років по тому чоловік Наталі помер, і Віталій, виконуючи родинний борг, приїжджає на похорон. Проходять роки. Віталій Мещерський закінчує університет і переїжджає в село на проживання. Там він сходиться з селянською сиротою Гашею, яка народжує йому дитину. Віталій пропонує Гаші повінчатися, але у відповідь отримує відмову. Через деякий час Мещерський їде за кордон і на зворотному шляху посилає Наталі телеграму, питаючи дозволу відвідати її. Наталі не заперечує, відбувається зустріч, і взаємне щире освідчення в коханні. Через півроку Наталі вмирає від передчасних пологів.

## У ролях
- Мілена Тонтегоде —  Наталі
- Марія Вороніна —  Соня
- Валерій Соловйов —  Віталій Мещерський
- Валентина Ганібалова — епізод
- Микола Федорцов — Олексій Миколайович, дядько Віталія Мещерського
- Ніна Казарінова — нянька
- Сергій Мучеников — Яків
- Марія Тхоржевська — дівчина на балу
- Алевтина Мартікайнен — Христя
- Юлія Бочанова — Гаша

## Знімальна група
- Режисер — Володимир Латишев
- Оператори — Борис Волох, Юрій Кочергинський
- Композитор — Владислав Успенський
- Художники — Андрій Пилипцов, Ніна Голубєва